# Brains (Loire-Atlantique)
Brains é uma comuna francesa na região administrativa do País do Loire, no departamento de Loire-Atlantique. Estende-se por uma área de 15.31 km². Em 2010 a comuna tinha 2 894 habitantes (densidade: 189 hab./km²).